# Possessió diabòlica
La possessió diabòlica segons determinades creences i religions, és una situació a la qual es suposa que una persona actua sota la influència d'una força sobrenatural, anomenat de vegades diable, dimoni o mal esperit que ha pres possessió. Aquesta força «espiritual» utilitza aleshores la persona com vehicle i desconnecta més o menys temporàniament el seu lliure arbitri.
Segons les creences, pot ser un fenomen individual o de grup, com pot ser tant involuntària com el resultat d'un pacte entre la persona i el dimoni. El vodú basa gran part de les seves pràctiques en aquesta possessió. A la teologia cristiana dualista, es considera com una ocupació del cos, del qual el dimoni abusa, sense tenir accés a l'ànima. Als evangelis es relaten diverses anècdotes, per exemple quan Jesús era a Cafarnaüm: «Així que es va pondre el sol, tots els qui tenien malalts de diverses malalties, els duien a ell, i ell els imposava les mans un per un, i els guaria. També de molts sortien dimonis» En la mitologia catalana, hi ha la història de Riquilda, filla de Guifré el Pelós (840-897), posseïda pel diable, quan tots els metges i exorcistes van fracassar, la portaven a fra Joan Garí per guarir-la. Però «La presència diabòlica envaïa els pensaments de l'ermità, el qual va començar a sentir-se atret per la bella donzella. La temptació era massa forta i fra Garí va acabar per sucumbir-hi. Va violar la filla del comte i després, horroritzat per la seva acció pecaminosa, la va assassinar.»
Als primers segles es va desenvolupar una sèrie de rituals per realitzar l'exorcisme pot fer sortir el diable i alliberar la víctima, que manifesta el seu estat amb veus estranyes, moviments incontrolats, ús d'un llenguatge anòmal i sovint forces superiors a les ordinàries. Amb el progrés de la ciència, moltes fenòmens van trobar una explicació racional. L'església catòlica continua creient que hi ha possessions veritables i els exorcistes oficials han d'aprendre a diferenciar entre possessió sobrenatural i els trastorns mentals com a símptoma d'una malaltia o d'una intoxicació.
La ciència considera que aquestes possessions no existeixen i són fruit o bé d'una suggestió de la víctima o el seu entorn o bé manifestació d'alguna malaltia mental. Les convulsions epilèptiques del qual es coneix avui l'origen neurològic, per exemple, són un dels símptomes històricament associats a les possessions.
A Tailàndia hi ha la creença en possessions angelicals de nines.